# Mittagskogel (Pitztal)
Pour l’article homonyme, voir Mittagskogel.
Le Mittagskogel est une montagne qui s’élève à 3 159 m d’altitude dans la vallée du Pitztal, dans les Alpes de l'Ötztal, en Autriche.